# 메르세데스-벤츠
메르세데스-벤츠(독일어: Mercedes-Benz)는 독일 바덴뷔르템베르크주 슈투트가르트에 본사를 두고 있는 종합 자동차 제조 및 판매 업체이다. 모회사는 메르세데스-벤츠 그룹 AG이며, 자회사로는 고성능 디비전인 메르세데스-AMG이 있다. 하위 브랜드로는 메르세데스-마이바흐와 메르세데스-EQ가 있다.

## 역사

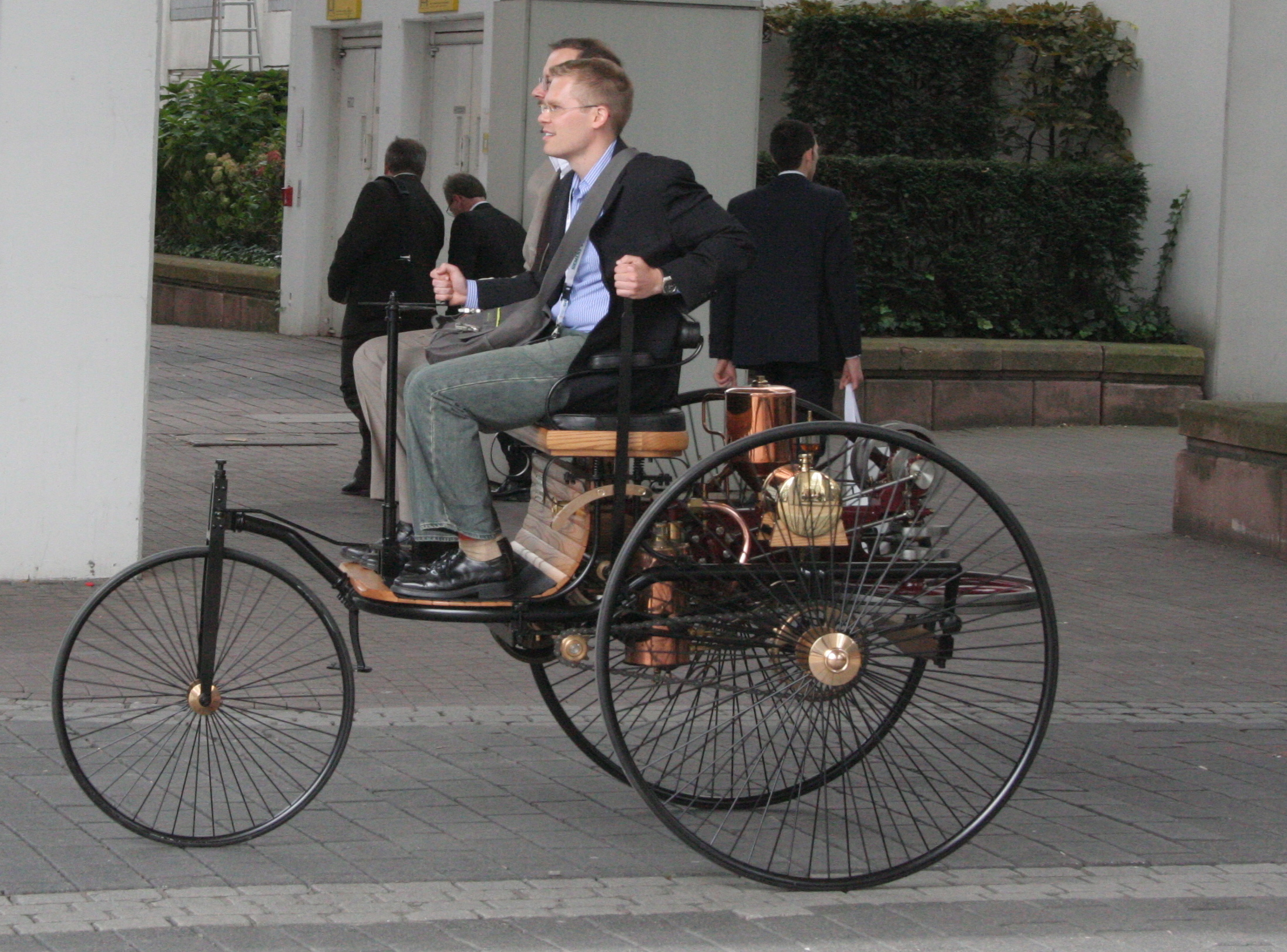
세계 최초의 휘발유 자동차인 Benz Patent-Motorwagen

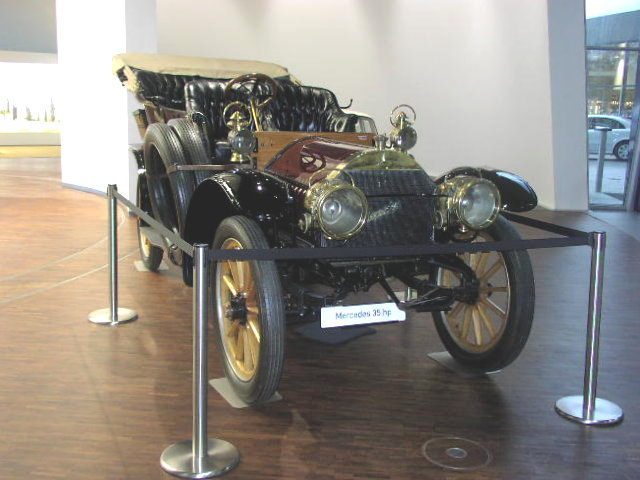
다임러 자동차 회사에서 판매한 최초의 메르세데스 자동차인 1901 Mercedes 35 hp

- 1885년 : 카를 벤츠는 세계 최초의 휘발유 엔진 자동차인 3륜차 모토바겐(Benz Patent-Motorwagen)을 개발했다. 1886년 1월 특허를 출원했다. 아내인 베르타 벤츠의 자금지원으로 개발했다. 1886년 말, 고틀리프 다임러와 빌헬름 마이바흐는 4륜차인 역마차에 휘발유 엔진을 장착했다. 고틀리프 다임러가 1890년 설립한 다임러 자동차 회사에서 1901년에 최초의 메르세데스 자동차를 판매했다. 오스트리아의 부자인 에밀 옐리네크가 다임러 자동차 회사의 창업을 도왔으며, 최초의 자동차 모델을 자신의 딸 메르세데스 옐리네크의 이름을 따서 Mercedes 35 hp라고 명명했다.
- 1886년 : 카를 벤츠에 의해 벤츠 & Cie.(독일어: Benz & Cie.) 설립
- 1890년 : 고틀리프 다임러에 의해 DMG(독일어: Daimler Motoren Gesellschaft) 설립
- 1926년 : 벤츠 & Cie 와 DMG의 합병으로 다임러-벤츠 설립.
- 1936년 : 세계 최초의 디젤 승용차인 메르세데스-벤츠 260D 생산

## 특징
내구성을 우선 고려하는 설계를 지향한다.
2005년에 출시한 8세대 S클래스를 시작으로 자동변속기는 전자식 컬럼 타입 시프트레버가 적용된다. 미국차들의 컬럼식 자동변속기처럼 위아래로 조작하고, 중립에 놓은 후 P버튼을 눌러서 주차하는 방식이다.
플러그인 하이브리드는 앞 펜더에 전기 충전구를 장착하는 대부분의 회사들과 달리, 뒷 범퍼 오른쪽에 전기 충전구를 적용했다. 현재는 토요타 및 렉서스처럼 리어 펜더로 이동하며 양쪽으로 배치하고 있다.
와이퍼 블레이드를 하나만 쓰는 사각지대 방지 장치인 싱글 암 와이퍼, 자동차 주행 중 자세를 제어하는 장치인 ESP 등을 개발했다. 다만 최근에 생산하는 차종에는 싱글 암 와이퍼 대신, 일반적인 형태의 와이퍼로 회귀했다.

## 대한민국에서의 메르세데스-벤츠
대한민국에서의 메르세데스-벤츠는 1970년대 중반에 현대자동차와 기술제휴를 하면서부터 시작되었으며, 당시에는 고속버스용 차종을 현대자동차에서 라이선스 생산했다. 1985년 현대자동차와 기술제휴 종료 이후 한성자동차와 51:49의 지분율로 합작 설립한 메르세데스-벤츠 코리아를 통하여 유통하고 있으며, 공식 판매사를 선정하여 판매한다.
1993년부터 2020년까지 쌍용자동차와 기술 제휴를 하면서 엔진 기술을 주기도 했다. SY트럭, 체어맨, 트랜스타 등은 벤츠의 차종을 바탕으로 만들었으며, 이스타나를 쌍용자동차 평택공장에서 생산하여 벤츠가 OEM 공급받기도 했다. 또한 벤츠에서 제조한 5/7단 자동변속기를 쌍용자동차에 공급하기도 했다.
1985년에 말레이시아 Hap Seng Group 계열인 레이싱홍 그룹은 한성자동차를 설립하여 대한민국에 진출했고, 벤츠 코리아의 지분 49%를 보유하면서 최대 딜러로 자리매김했다. 벤츠 수입업과 판매를 겸하면서 서울특별시 및 수도권 핵심 지역의 유통망을 장악한 후, 벤츠 본사의 현지 판매법인 설립 당시 지분 투자를 함으로써 딜러로서의 기득권을 확보했다. 가격을 미리 높게 정하고 딜러 할인을 거의 불가능하게 하는 등의 가격 통제 정책으로 인해, 국민 소득을 감안하면 대한민국 국내에서 판매되는 벤츠는 세계적으로 가격이 비싼 편이라는 비판이 있다. 전 딜러인 유진앤컴퍼니의 김유진 전 사장은 "이 모든 문제의 원인은 벤츠 코리아의 지분 49%를 가지고 있는 동시에 최대 딜러인 한성자동차를 소유한 말레이시아 화교 재벌인 레이싱홍 그룹"이라고 주장했다. 레이싱홍 그룹은 중국에서도 비슷한 논란에 휘말려 벤츠의 슈투트가르트 본사로부터 제재를 받은 바 있다. 2014년 9월 19일에는 키자니아 서울 내에 '오토모빌 센터' 체험관을 오픈하였다. 현재 대한민국 수입차 판매량 1위를 4년 연속 기록하고 있으며, BMW, 아우디, 폭스바겐의 화재 및 디젤게이트 구설수와 판매가 부진하고 철수설에 휘말리고 있는 르노코리아자동차, 쌍용자동차, 한국지엠 등을 종종 이기기도 한다.(2019년 9월에는 현대자동차, 기아자동차 다음으로 국내 승용차 판매 3위로 등극하였다.)

## 차종

### 승용
- A 클래스(준중형 세단,해치백)
- B 클래스(MPV)
- C 클래스(중형 세단,쿠페,카브리올레,에스테이트)
- E 클래스(준대형 세단,쿠페,카브리올레,에스테이트)
- S 클래스(대형 세단,쿠페,카브리올레)
- EQS(대형 세단)
- EQE(준대형 세단)
- CLA(준중형 쿠페형 세단)
- CLS(준대형 쿠페형 세단)
- SL(로드스터)
- SLC(소형 로드스터)
- SLS AMG(로드스터)
- SLK(로드스터)

### 스포츠카
- AMG GT

### 하이퍼카
- AMG 원

### SUV
- G 클래스
- GLA(준중형 SUV)
- EQA(준중형 SUV)
- GLB(준중형 SUV)
- GLC(중형 SUV,SAC)
- EQC (중형 SUV)
- GLE(준대형 SUV,SAC)
- GLS (대형 SUV)
- M 클래스 (대형 SUV)

### 승합차
- 바리오
- 비아노
- 비토
- 스프린터
- 바네오
- EQV
- V 클래스

### 트럭
- 아테고
- 엑소르
- 안토스
- 아록스
- 악트로스
- 이코닉
- 유니목
- 제트로스

### 픽업 트럭
- 메르세데스-벤츠 X 클래스

## 공장 소재지

### 진델핑겐 공장
- 생산차종 : E클래스, CLS, S클래스, EQS

### 브레멘공장
- 생산차종: C클래스, GLC, EQC

### 라슈타트공장
- 생산차종 : A클래스

### 케치케메트공장
- 생산차종 : B클래스, CLA

### 앨라배마주터스컬루사공장
- 생산차종: GLE, GLS

### 멕시코 공장
- 생산차종 : GLB

## 메르세데스-벤츠제 자동변속기가 장착되는 국산 차종

### 쌍용자동차
- 체어맨
- 렉스턴
- 렉스턴 스포츠
- 무쏘
- 뉴코란도
- 코란도 스포츠
- 코란도 투리스모
- 로디우스

## 같이 보기
- 메르세데스-벤츠 그룹 AG
- 메르세데스-AMG
- 메르세데스 AMG 페트로나스 F1 팀
- 메르세데스-벤츠 버스
- 마이바흐
- 브라부스
- 스마트